# Utilitas
Die Utilitas GmbH Ritzer & Co. war ein deutsches Unternehmen zur Herstellung von Kleinwagen, das 1920 und 1921 in Berlin-Wilmersdorf, Fasanenstraße 46, ansässig war. Es hatte die Rechtsform einer Gesellschaft mit beschränkter Haftung, über die Gesellschafter sind keine Einzelheiten überliefert. Die Marke „Utilitas“ bezieht sich auf den lateinischen Begriff utilitas, zu deutsch Nutzen, Nützlichkeit (Vgl. auch Utilis).
Anfangs wurden Kleinstwagen mit Ein- und Zweizylindermotoren angeboten. Kurze Zeit später entstand ein zweisitziger Roadster in Tandem-Anordnung (zwei Sitze hintereinander) mit 4/10-PS-Vierzylinder-Reihenmotor. Schließlich kam noch ein viersitziges Fahrzeug, ebenfalls mit Vierzylindermotor, dazu. Sein Motor war als 4/14 PS eingestuft.
1922 war die Marke bereits wieder vom Markt verschwunden.